# Tu cuna fue un conventillo
 Tu cuna fue un conventillo es un sainete cómico escrito por el dramaturgo argentino Alberto Vacarezza que fue estrenado el 21 de mayo de 1920 en el Teatro Nacional por la compañía Arata-Simari-Franco.

## Recepción
Desde su estreno fue un gran éxito de público y a lo largo de los años fue representada por diversos elencos; en 1925 se estrenó la versión en cine mudo del sainete, la que según el crítico Alfredo Julio Grassi “fue el más grande triunfo de Julio Irigoyen” y contó en el reparto con María Esther Podestá –gran actriz teatral- y Ada Falcón –cancionista en la cumbre de la fama-.

## El autor
Vacarezza fue un prolífico autor que escribió más de 200 obras entre letras de tango, zambas, canciones, poemas y piezas teatrales. Los elementos teatrales que utilizaba eran prácticamente invariables: el escenario de sus obras –en el caso, un conventillo- personajes del país y del extranjero en franco contraste de caracteres –especialmente los de italianos y españoles, las colectividades más numerosas del país-, las mujeres claramente encasilladas –las pobres pero honradas y las otras, ganadas por el asfalto y las luces del centro- y una galería de nativos con compadritos, atorrantes, pícaros, guitarristas, etc. Vararezza no es un creador de tipos ni ambientes. Le falta autenticidad.
Así pudo decir la crónica de La Razón del 6 de abril de 1929:

”Cuando se alza el telón sobre un nuevo sainete del señor Vacarezza, cualquier espectador, si conoce dos o tres obras del autor puede ir previendo no sólo los acontecimientos capitales de la acción, sino las escenas, las situaciones …casi hasta la frase con que el compadrito va a retrucar a su rival …”

Dice Osvaldo Pellettierique Vacarezza fue el primer autor en descubrir al sainete como género teatralista, no realista y agrega que su sainete:

"“…es siempre una realidad representada, mediatizada, estilizada”…le sacó el poco costumbrismo que le quedaba…dejó lo sentimental…hizo crecer de manera desmesurada lo caricaturesco …los personajes extranjeros eran tratados de manera xenófoba …fue un gran autor pero era reaccionario...lo cómico desinteresado de lo social constituyó la característica del humor de Vacarezza. No había ninguna crítica social en su comicidad…no hay clases sociales, no hay hambre.

## Sinopsis
Varias historias que van mostrando la vida diaria en un conventillo de Buenos Aires con personajes que son inmigrantes -españoles, italianos, judíos provenientes de Europa Oriental- y criollos.

## Elenco de su estreno
En el estreno actuaron los siguientes artistas:
- Berta Gangloff …Rosalía
- Antonia Volpe …Doña Prudencia
- Manolita Poli …Rosita
- Luis Arata …Maldonado
- Leopoldo Simari …Don Antonio
- José Franco …Rancagua
- Efraín Cantelo …El Palomo
- José Otal …Aberastury
- Juan Ciencia …El Gallo
- Paquito Busto …Samuel
- Marcelo Ruggero …El Carpintero